# Liste der Kulturgüter in Kleinlützel
Die Liste der Kulturgüter in Kleinlützel enthält alle Objekte in der Gemeinde Kleinlützel im Kanton Solothurn, die gemäss der Haager Konvention zum Schutz von Kulturgut bei bewaffneten Konflikten, dem Bundesgesetz vom 20. Juni 2014 über den Schutz der Kulturgüter bei bewaffneten Konflikten sowie der Verordnung vom 29. Oktober 2014 über den Schutz der Kulturgüter bei bewaffneten Konflikten unter Schutz stehen.
Objekte der Kategorie A sind im Gemeindegebiet nicht ausgewiesen, Objekte der Kategorie B sind vollständig in der Liste enthalten, Objekte der Kategorie C fehlen zurzeit (Stand: 1. Januar 2023).

## Kulturgüter
| Foto |                                                                                  | Objekt                                                 | Kat. | Typ | Standort                           | Beschreibung |
| ---- | -------------------------------------------------------------------------------- | ------------------------------------------------------ | ---- | --- | ---------------------------------- | ------------ |
| ja   | Datei hochladen · Wikidata zu Burg Blauenstein (Q15213175)                       | Blauenstein, mittelalterliche Burgruine KGS-Nr.: 02350 | B    | F   | Schlossfelsen 598320 / 253410      |              |
| ja   | Datei hochladen · Wikidata zu Kapelle St. Josef und Oekonomiegebäude (Q29880908) | Kapelle St. Josef und Ökonomiegebäude KGS-Nr.: 04578   | B    | G   | Klösterli 176, 117 595691 / 253484 |              |
| ja   | Datei hochladen · Wikidata zu Pfarrkirche St. Mauritius (Q29880909)              | Pfarrkirche St. Mauritius KGS-Nr.: 11165               | B    | G   | Frohmattrain 257 598438 / 252631   |              |